# Pehuensat-1
El Pehuensat-1 es un satélite con objetivos educativos construido totalmente en la Argentina. Fue lanzado 10 de enero de 2007 a bordo de un cohete desde el Centro espacial Satish Dhawan, en la costa este de la India. El armado demandó cinco años y fue realizado por docentes y alumnos de la Universidad Nacional del Comahue.
Lo denominaron Pehuensat-1 en referencia al pehuén, un árbol milenario y autóctono de los bosques andino patagónicos identificado con las provincias en las cuales tiene sus sedes académicas la universidad.

## Detalles
Fue construido por 17 docentes y 44 estudiantes de la Facultad de Ingeniería de la Universidad del Comahue (Neuquén). En octubre de 2006, el satélite fue llevado hasta el centro de lanzamiento de Shriharikota (India), por el investigador espacial argentino Pablo de León, que se hizo conocido meses atrás cuando presentó un prototipo de traje espacial diseñado para viajes a Marte.
Fue lanzado a las 9:23 hora de India (1:53 hora argentina) en el cohete indio Polar Satellite Launch Vehicle (PSLV C7).
Tras 20 minutos de viaje, el Pehuensat-1 alcanzó su órbita, donde permanecerá ―según consideraron los técnicos― durante «varios años».
El satélite pesa 6 kilogramos, recorre su órbita a unos 640 kilómetros de altura y viaja alrededor de la Tierra a una velocidad de 27 000 kilómetros por hora (unos 7.5 kilómetros por segundo).
Tiene una estructura con caja de aluminio tipo espacial y paneles solares en una de las caras.
La electrónica está compuesta por un transmisor, una computadora y dos paquetes de baterías que se recargan con energía solar.
Además una antena encargada de transmitir a tierra los parámetros del satélite.

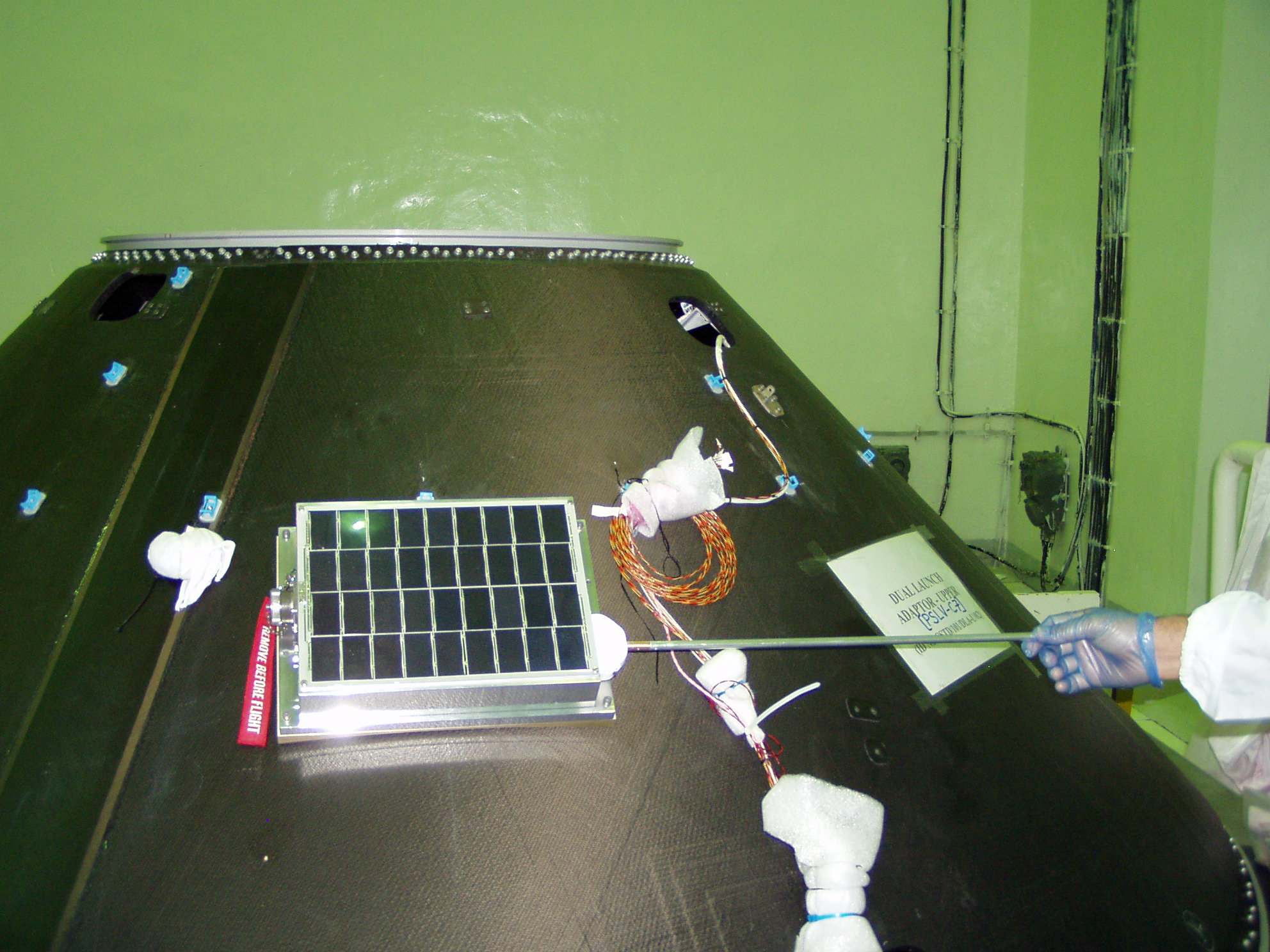
El satélite Pehuensat una vez unido al lanzador.

El Pehuensat-1 puede resistir en el espacio temperaturas de –120 °C (cada vez que pasa por la sombra de la Tierra) y de hasta 100 °C (de cara al Sol). Será útil para las escuelas secundarias y universidades de todo el mundo, porque transmite sus datos en varios idiomas a receptores de radioaficionados. Solo hace falta sintonizar la frecuencia 145.825 MHz en la banda de 2 metros en modo FM en el momento en que sobrevuela la zona. El satélite Pehuensat-1 transmite sus datos en español, inglés e hindi.

## Comentarios de los autores
Este proyecto tiene como finalidad educar en tecnología espacial en la Argentina. [...] La formación de recursos humanos en el área espacial que generó permitió que la Universidad del Comahue cuente hoy con la infraestructura necesaria para la creación de futuros satélites.
Jorge Lassig, responsable del programa

El Pehuensat servirá para obtener datos y mejorar la construcción de otros satélites más grandes en el país. [...] Para nosotros ya esto es un éxito porque está en órbita segura. Fueron miles de horas durante cinco años para construirlo y la experiencia nos servirá para superarnos. [...] Mi tarea fue llevar junto al ingeniero Juan Quiroga el satélite a la India, hacer todas las certificaciones necesarias para, entre otras cosas, asegurar que el Pehuensat-1 no interferirá a otros satélites ya en órbita. Ahora dará información para adquirir más experiencia ya que transmitirá los parámetros de temperatura, carga de paneles solares y tensión de voltaje en los paneles.
Pablo de León, ingeniero aeroespacial argentino, director de lanzamiento del Pehuensat-1,
que siguió el lanzamiento desde sus oficinas en la Universidad de North Dakota (en Estados Unidos)

Servirá para comunicar escuelas y universidades de todo el país y el mundo, ya que sus mensajes serán transmitidos en diferentes idiomas, entre ellos el español, inglés e hindi. Tiene un ingenioso sistema que permite ser captado usando simplemente un receptor de radioaficionado en la frecuencia correcta, en el momento en que sobrevuela la zona. La frecuencia es de uso público, lo cual permite libre acceso a la información que transmita el Pehuensat-1, el segundo satélite educativo diseñado y construido totalmente en nuestro país.
Asociación Argentina de Tecnología Espacial (AATE)